# George Edward Pickett
George Edward Pickett (16 de enero de 1825 - 30 de julio de 1875) fue un oficial de carrera del Ejército de los Estados Unidos que se convirtió en mayor general en el Ejército de los Estados Confederados durante la guerra Civil Americana. Es mejor recordado por liderar la Carga de Pickett, la inútil y sangrienta ofensiva confederada del tercer día de la batalla de Gettysburg que lleva su nombre.

## Biografía
George Edward Pickett nació en la tienda de su abuelo en Richmond (Virginia), el 16 de enero de 1825 y se crio en la plantación de su familia en Turkey Island. Fue el primero de los ocho hijos de Robert y Mary Pickett, una prominente y antigua familia de Virginia de orígenes hugonotes ingleses y franceses. Fue primo del futuro general confederado Henry Heth. 
Durante un tiempo en la década de 1840, Pickett vivió y trabajó como asistente legal para su tío Andrew Johnston en Quincy (Illinois). Fue a Springfield (Illinois), para estudiar derecho, pero a la edad de 17 años fue designado para la Academia Militar de los Estados Unidos. De hecho, Pickett fue designado por el congresista de Illinois John T. Stuart, un amigo del tío de Pickett y socio legal de Abraham Lincoln.
Pickett era popular como cadete en West Point. Era travieso y bromista, "un hombre de habilidad, pero perteneciente a un grupo de cadetes que parecía no tener ambición de ascender en la clase y que solo quería estudiar lo suficiente para asegurarse la graduación".  En una época en la que a menudo un tercio de la clase se iba antes de graduarse, Pickett persistió, trabajando para compensar sus deméritos y haciendo lo suficiente en sus estudios para graduarse, ocupando el último lugar de los 59 estudiantes supervivientes de la Clase de 1846. Es un puesto que se mantiene con cierta distinción ambigua, al que hoy se denomina el "chivo expiatorio", tanto por su terquedad como por su tenacidad. Por lo general, una actuación así sería un billete a un destino oscuro y una carrera sin futuro, pero Pickett, como George Armstrong Custer una generación después, tuvo la fortuna de graduarse justo cuando estalló una guerra, lo que dio lugar a una necesidad repentina de muchos oficiales subalternos del ejército. El primo de Pickett, Henry Heth, se graduó último en la clase de 1847.

## Carrera en el ejército de los Estados Unidos
El 1 de julio de 1846,  Pickett fue nombrado subteniente brevet en el 8.º Regimiento de Infantería. Pronto ganó reconocimiento nacional en la guerra mexicano-estadounidense cuando llevó los colores estadounidenses sobre el parapeto durante la Batalla de Chapultepec en septiembre de 1847. Herido en la base del muro, el amigo y colega de Pickett, el teniente James Longstreet, le entregó los colores. Pickett llevó la bandera sobre el muro y se abrió camino hasta el techo del palacio, desplegándola sobre la fortaleza y anunciando su rendición.  Recibió un segundo ascenso brevet, a capitán, después de esta acción.  Su hoja de servicios, compilada por la Oficina del Ayudante General en marzo de 1887 a petición de su viuda, indica: Fue nombrado primer teniente el 20 de agosto de 1847, "por conducta valiente y meritoria en las batallas de Contreras y Churubusco, México"; y capitán el 13 de septiembre de 1847, "por conducta valiente y meritoria en Chapultepec, México".
El 28 de junio de 1849, mientras servía en la frontera de Texas después de la guerra, fue ascendido a primer teniente y luego a capitán en el 9.º Regimiento de Infantería el 3 de marzo de 1855.  En 1853, Pickett desafió a un duelo a un compañero oficial subalterno, el futuro general de la Unión Winfield Scott Hancock; (se habían conocido solo brevemente cuando Hancock estaba de paso por Texas). Hancock declinó el duelo, una respuesta no improbable ya que los duelos habían caído en desuso en ese momento.
En enero de 1851, Pickett se casó con Sally Harrison Minge, hija del Dr. John Minge de Virginia, tataranieta del presidente William Henry Harrison y tataranieta de Benjamin Harrison V, uno de los firmantes de la Declaración de Independencia de los Estados Unidos. Sally murió durante el parto ese noviembre, en Fort Gates, Texas.
Pickett sirvió después en el Territorio de Washington. En 1856 comandó la construcción de Fort Bellingham en la bahía de Bellingham, en lo que hoy es la ciudad de Bellingham (Washington). También construyó una casa de madera ese año que todavía se mantiene en pie; Pickett House es la casa más antigua de Bellingham y la casa más antigua sobre su base original en el noroeste del Pacífico.  Mientras estaba destinado en Fort Bellingham, Pickett se casó con una mujer nativa americana de la tribu Haida, Morning Mist, que dio a luz a un hijo, James Tilton Pickett (1857-1889); Morning Mist murió unos meses después. "Jimmy" Pickett se hizo un nombre como artista de periódicos, antes de morir de tuberculosis a la edad de 32 años cerca de Portland, Oregón.
En 1859, Pickett fue enviado al mando de la Compañía D, 9.º de Infantería de EE. UU., para guarnecer la isla de San Juan en respuesta a la discordia que había surgido allí entre los granjeros estadounidenses y la Compañía de la Bahía de Hudson.  La confrontación, conocida como la Guerra del Cerdo, fue instigada cuando el granjero estadounidense Lyman Cutler disparó y mató a un cerdo que había entrado repetidamente en su jardín. El cerdo pertenecía a la Compañía de la Bahía de Hudson, y aunque Cutler estaba dispuesto a pagar un precio justo por el cerdo, la Compañía no estaba satisfecha, insistiendo en que lo llevaran ante el magistrado británico, iniciando así la disputa territorial. En respuesta a las fuerzas estadounidenses, los británicos enviaron una fuerza de tres buques de guerra y 1000 hombres. El comandante británico, el capitán Geoffrey Phipps Hornby (HMS 'Tribune', 30 cañones),  exigió que Pickett y sus hombres se fueran. Pickett se negó, y el oficial británico regresó a su fragata, amenazando con desembarcar a sus propios hombres. Pickett y sus 68 hombres parecían estar completamente preparados para oponerse a un desembarco británico, ordenándoles que se situaran en línea de batalla cerca de la playa. "No tengáis miedo de sus grandes cañones", les dijo a sus hombres, "haremos de ello una especie de Bunker Hill".  La presencia y determinación de Pickett impidió el desembarco, pues los británicos tenían órdenes de evitar el conflicto armado con las fuerzas de los Estados Unidos, si era posible.  Pickett había instalado un campamento y su batería de cañones cerca de la granja de ovejas Belle Vue de la Compañía de la Bahía de Hudson, y directamente bajo los cañones del buque de guerra británico. Cuando le señalaron este error, trasladó el campamento y la batería unas pocas millas al norte, a un terreno elevado, a un lugar con vistas a la bahía de Griffin y al estrecho de Juan de Fuca. Después de que pasaron las tensiones iniciales, se evitó la crisis, ya que ambas partes no estaban dispuestas a ir a la guerra por un cerdo. El presidente James Buchanan envió al teniente general brevet Winfield Scott para negociar un acuerdo entre las partes.
También existe cierta controversia sobre si Pickett y el general William S. Harney, según el general Granville O. Haller, maniobraron tras bastidores para provocar una guerra entre Estados Unidos y Gran Bretaña, para distraer al Norte, permitiendo al Sur buscar la independencia o, como dijo el general George B. McClellan, para unir el Norte y el Sur.

## Guerra Civil

### Asignaciones tempranas
El 19 de abril, tras el tiroteo en la Batalla de Fort Sumter y en respuesta al llamamiento del presidente Lincoln de 75.000 voluntarios para reprimir la rebelión, Virginia se unió a otros tres estados sureños en secesión de la Unión. El hijo nativo Pickett navegó desde isla San Juan a Bellingham, Washington, para renunciar a su comisión y su comandante le dijo que tenía que renunciar a ella en Washington D. C.. Para conseguirlo, navegó hasta Fort Steilacoom, al sur de Tacoma, Washington, y se embarcó en un barco correo hasta el Istmo de Panamá, recorrió 40 millas por tierra hasta Colon, cogió otro barco hasta Richmond, Virginia, para obtener una comisión en el Ejército del Norte de Virginia, y continuó hasta Washington, D. C., para presentar su dimisión. Al llegar después de la Primera Batalla de Bull Run, renunció a su comisión en el Ejército de los Estados Unidos el 25 de junio de 1861; había tenido una comisión como mayor en la Artillería del Ejército de los Estados Confederados desde el 16 de marzo. Al cabo de un mes fue nombrado coronel al mando de la líne del río Rappahannock, en el Departamento de Fredericksburg, Virginia, bajo el mando del General de división Theophilus H. Holmes. La influencia de Holmes consiguió un nombramiento para Pickett como General de brigada, fechado el 14 de enero de 1862.
Pickett era un general pintoresco. Montaba un elegante corcel negro llamado «Old Black», y llevaba una pequeña gorra azul estilo kepi, con guantes lustrados sobre las mangas de un uniforme inmaculadamente confeccionado que tenía una doble hilera de botones dorados en la casaca, y brillantes espuelas doradas en sus botas muy pulidas. Llevaba una elegante fusta tanto a caballo como a pie. Su bigote caía con gracia más allá de las comisuras de los labios y luego se volvía hacia arriba en las puntas. Su pelo era la comidilla del ejército: «largos tirabuzones le caían sueltos sobre los hombros, recortados y muy perfumados; su barba también se rizaba y desprendía el aroma de Arabia."
El primer mando de combate de Pickett fue durante la Campaña de la Península, al frente de una brigada a la que apodaron los Gamecocks (la brigada acabaría siendo dirigida por Richard B. Garnett en la Carga de Pickett). Pickett dirigió hábilmente su brigada en las batallas de Williamsburg y Seven Pines, ganándose elogios de sus superiores. En la Batalla de Gaines's Mill del 27 de junio fue derribado de su caballo mientras lideraba a su brigada en su primer asalto. Pickett continuó avanzando con sus hombres durante un tiempo, guiando a su caballo a pie. Un segundo asalto de la brigada de Pickett, dirigida por el coronel Eppa Hunton, junto con la brigada dirigida por Cadmus M. Wilcox, rompió la línea de la Unión. Pickett temió haber recibido un golpe mortal en el hombro, pero la herida fue evaluada inicialmente por otros como leve. La herida del hombro resultó ser lo suficientemente grave como para que, aunque no fue mortal, Pickett estuviera fuera de combate durante los tres meses siguientes, y su brazo permanecería rígido durante al menos un año.
Cuando Pickett regresó al Ejército en septiembre de 1862, tras la Batalla de Antietam, se le dio el mando de una división de dos brigadas en el cuerpo comandado por su antiguo colega de México, el general de división James Longstreet. Pickett fue ascendido a general de división el 10 de octubre. Poco después su división fue elevada a cinco brigadas, comandadas por los generales Garnett, James L. Kemper, Lewis Armistead, Montgomery Dent Corse y Micah Jenkins. La división sólo participó ligeramente en la Batalla de Fredericksburg en diciembre.

### Suffolk y el cortejo
Longstreet y dos de sus divisiones -las comandadas por Pickett y John Bell Hood- fueron separadas del ejército principal de Lee en abril mientras participaban en la Campaña de Suffolk. Por tanto, se perdieron la Batalla de Chancellorsville. La Campaña de Suffolk fue menor e inconclusa, mientras que la Batalla de Chancellorsville fue una enorme victoria confederada.
Antes de la campaña de Gettysburg, Pickett se enamoró de una adolescente de Virginia, LaSalle Corbell Pickett(1843-1931), yendo y viniendo de sus obligaciones en Suffolk para estar con ella. Aunque Sallie insistiría más tarde en que lo conoció en 1852 (a los 9 años), no se casó con el viudo de 38 años hasta el 13 de noviembre de 1863. La pareja tuvo dos hijos, George Edward Pickett, Jr. (nacido el 17 de julio de 1864) y David Corbell Pickett (nacido en 1865 o 1866). David murió a finales de 1873 o en enero de 1874de sarampión.
En Suffolk, Longstreet se impacientó con los frecuentes viajes de Pickett lejos de su división para ver a Sallie en su casa de la cercana Chuckatuck (Virginia). Pickett decidió entonces pedir permiso para las visitas al jefe de personal de Longstreet, Moxley Sorrel, quien le remitió a Longstreet. En lugar de pedírselo a Longstreet, Pickett fue sin permiso. Después de la guerra, Sorrel comentó: «No creo que su división se beneficiara de tales tejemanejes en el campo de batalla».

### Gettysburg y la Carga de Pickett
La división de Pickett llegó a la Batalla de Gettysburg en la tarde del segundo día, el 2 de julio de 1863. Estaba reducida a tres brigadas presentes, la de Corse aún destacada en Virginia y la de Jenkins transferida. Se había retrasado por la tarea de vigilar las líneas de comunicación confederadas a través de Chambersburg, Pensilvania. Tras dos días de duros combates, el General en jefe  Robert E. Lee del Ejército de Virginia del Norte, que inicialmente había expulsado al Ejército del Potomac de la Unión al terreno elevado al sur de Gettysburg, había sido incapaz de desalojar a los soldados de la Unión de su posición. El plan de Lee para el 3 de julio preveía un asalto masivo al centro de las líneas de la Unión en Cemetery Ridge, basado en la suposición de que Meade había concentrado sus fuerzas para proteger sus flancos mientras dejaba débil su centro. Lee ordenó al general Longstreet que reuniera una fuerza de tres divisiones para el ataque: dos divisiones del cuerpo del teniente general A. P. Hill, bajo el mando temporal de J. Johnston Pettigrew y del general de división Isaac R. Trimble, que habían entrado en acción el 1 de julio, y la nueva división de Pickett del propio cuerpo de Longstreet. El centro estaba ocupado por el II Cuerpo de la Unión, al mando del general de división Winfield Scott Hancock. Longstreet estaba técnicamente al mando, no Pickett. Sin embargo, el ataque se conoció como «La carga de Pickett». Además, gran parte de la mitología de la Carga surgió de los informes de los periódicos. Como Pickett fue el único general de división de Virginia que participó en la carga, los periódicos de Virginia resaltaron el papel de su hijo nativo e hicieron del asalto un acontecimiento más «glamuroso».
Tras una descarga de artillería de dos horas destinada a ablandar las defensas de la Unión, las tres divisiones salieron a campo abierto a casi una milla de Cemetery Ridge. Pickett inspiró a sus hombres gritando: «¡Arriba, hombres, y a vuestros puestos! Que nadie olvide hoy que sois de la vieja Virginia». La división de Pickett, con las brigadas de los generales de brigada Armistead, Garnett y Kemper, estaba en el flanco derecho del asalto. Recibió un intenso fuego de artillería y, a medida que se acercaba a su objetivo, recibió salvas de mosquetes. La brigada de Armistead fue la que más avanzó a través de las líneas de la Unión. Armistead fue mortalmente herido, cayendo cerca de «El Ángulo», en lo que ahora se denomina el «punto más alto de la Confederación». Ninguna de las otras dos divisiones hizo un progreso comparable a través de los campos; el éxito de Armistead no fue reforzado, y sus hombres fueron rápidamente muertos o capturados.
La Carga de Pickett fue un baño de sangre. Mientras que la Unión sufrió 1.500 bajas, los confederados tuvieron más de 6.000. Más del 50% de los hombres enviados a través de los campos fueron muertos o heridos. Sólo en la división de Pickett, de unos 5.500 hombres, 224 murieron, 1.140 resultaron heridos y 1.499 desaparecidos/capturados. Los tres comandantes de brigada de Pickett y sus trece comandantes de regimiento sufrieron bajas. Kemper resultó herido, Garnett muerto y Armistead herido de muerte. Trimble y Pettigrew fueron las bajas más importantes de todo el asalto confederado, el primero perdió una pierna y el segundo fue herido en una mano y posteriormente herido de muerte durante la retirada a Virginia. Pickett ha recibido algunas críticas históricas por establecer su posición final muy a retaguardia de sus tropas. Thomas R. Friend, que sirvió a Pickett como mensajero, defendió a Pickett escribiendo que «fue tan lejos como cualquier General de División, al mando de una división, debería haber ido, y más lejos».
Mientras los soldados se rezagaban de vuelta a las líneas confederadas a lo largo de Seminary Ridge, Lee temía una contraofensiva de la Unión y trató de reunir a su centro, diciendo a los soldados que regresaban que el fracaso era «todo culpa mía.» Pickett estaba inconsolable. Cuando Lee le dijo a Pickett que reuniera a su división para la defensa, Pickett supuestamente respondió: «General Lee, no tengo división». Nunca se ha encontrado el informe oficial de Pickett sobre la batalla. Aunque se rumorea que Lee lo rechazó por su amarga negatividad y exigió que se reescribiera, nunca se presentó una versión actualizada.

### Carolina del Norte
Tras la batalla de Gettysburg, Pickett comandó el Departamento del Sur de Virginia y Carolina del Norte. En febrero, Pickett recibió la orden de capturar New Bern (Carolina del Norte), de las fuerzas federales. La subsiguiente Batalla de New Bern (1864) se saldó con una derrota confederada. Tras la batalla, Pickett ordenó la ejecución de 22 soldados del ejército de los Estados Unidos del 2.º Regimiento de Infantería Voluntaria de la Unión de Carolina del Norte que fueron capturados durante la incursión fallida. Los confederados afirmaron que simplemente estaban ejecutando a desertores. De hecho muchos de los soldados estadounidenses ejecutados ofrecieron buenas pruebas de que se negaron a servir en el Ejército de los Estados Confederados, sirviendo sólo en la guardia doméstica de Carolina del Norte sobre la base de negarse a tomar las armas contra los Estados Unidos. Uno de los soldados ejecutados tenía sólo 15 años.
Después de la guerra, Pickett huyó a Canadá para escapar de una investigación sobre las ejecuciones, pero regresó a los Estados Unidos después de que el general Grant le prometiera, ante la controversia pública, que no sería procesado.

### Campaña de Overland y asedio de Petersburg
Tras la batalla de New Bern, Pickett sirvió como comandante de división en las defensas de Richmond. Después de que P. G. T. Beauregard embotellara a Benjamin Butler en la Campaña de los Cien de las Bermudas, la división de Pickett fue destacada en apoyo de la operación de Robert E. Lee en la Campaña Overland, justo antes de la Batalla de Cold Harbor, en la que la división de Pickett ocupó el centro de la línea defensiva, lugar en el que no se produjo el ataque principal de la Unión.Su división participó en la batalla de Petersburg.

### Batalla de Five Forks
El general Pickett había recibido órdenes de Robert E. Lee de, con las divisiones de Caballería de los generales de división William Henry Fitzhugh Lee y Thomas L. Rosser, mantener a toda costa el vital cruce ferroviario de Five Forks. El 1 de abril, en la Batalla de Five Forks, sus tropas fueron atacadas por una fuerza combinada al mando del General de División Philip Henry Sheridan, que consistía en el V Cuerpo del Ejército del Potomac, al mando del General de División Gouverneur K. Warren, y el Cuerpo de Caballería del Ejército de la Unión, al mando del General de Brigada Wesley Merritt. Pickett, W.H.L. Lee y Rosser se encontraban detrás de las líneas de sus tropas en el momento del ataque, disfrutando de una sardinada mientras no informaban a sus oficiales subordinados de su localización. Mientras tanto, las tropas de Warren abrumaron el flanco izquierdo de Pickett, y las tropas de caballería inmovilizaron a los confederados en otros lugares. Cuando los mandos confederados se dieron cuenta de la catástrofe, ya era demasiado tarde para evitar la derrota. El resultado de la batalla, así como el de la Tercera Batalla de Petersburg del día siguiente, obligó a Lee a abandonar sus atrincheramientos en Petersburg, lo que condujo a la captura de Richmond y a la rendición de su ejército el 9 de abril.

### Controversia sobre el relevo
Existió una controversia sobre si Pickett fue relevado de su mando en los últimos días de la guerra. Después de la guerra, el Jefe de Estado Mayor de Lee, el Teniente Coronel Walter H. Taylor, escribió que tras la Batalla de Sayler's Creek el 6 de abril de 1865, había emitido órdenes para que Lee relevara a los Generales de División Richard H. Anderson y Bushrod Johnson, cuyas fuerzas se habían perdido en la batalla y que por tanto ya no tenían tropas bajo su mando. De hecho, Anderson había regresado a su casa en Carolina del Sur tras la batalla. Además, Taylor recordó que también había emitido una orden relevando a Pickett. La división de Pickett seguía intacta, aunque reducida en número al tamaño de una brigada. No existen copias de estas órdenes. Douglas Southall Freeman, un biógrafo de Lee, apoyó esta afirmación, escribiendo en 1935 que al mismo tiempo que Lee relevó a Anderson del mando, tomó la misma medida con respecto a Pickett y Bushrod Johnson, pero la orden relativa a Pickett aparentemente nunca le llegó. Tan tarde como el 11 de abril, él mismo firmó, «Maj. Genl. Commdg.»
En contradicción con esta afirmación, en su libro de 1870, Pickett's Men, Walter Harrison reimprimió una orden del Teniente Coronel Taylor a Pickett fechada el 10 de abril de 1865, en la que Taylor se dirigía a Pickett como «Maj Gen G E Picket  [sic], General Comandante» La orden era una petición de un informe de los movimientos y acciones de la División de Pickett desde el momento de la Batalla de Five Forks el 1 de abril hasta la rendición en Appomattox el 9 de abril. En el informe que Pickett presentó, dijo:

El segundo día después de la batalla mencionada (Five Forks) al no poder encontrar el cuartel general del general Anderson, me presenté ante el teniente general Longstreet, y continué recibiendo órdenes suyas hasta que el ejército fue puesto en libertad condicional y desembarcado."

El informe oficial de Pickett a Taylor estaba firmado «G.E. Pickett, Major-Gen, Commd'g.» Este es el informe del 11 de abril mencionado anteriormente por Freeman. Así, en el informe oficial de Pickett a Taylor habla de comandar a sus hombres e interactuar con su oficial superior hasta la rendición en Appomattox. Taylor intentó explicar la aparente contradicción diciéndole a Fitzhugh Lee que dirigió su solicitud de la manera en que lo hizo porque Pickett no había sido despedido del Ejército, y durante el período en cuestión, Pickett estaba inicialmente al mando. Esta explicación, sin embargo, deja sin respuesta la pregunta de cómo esperaba Taylor que Pickett respondiera durante el período de tiempo en que Pickett supuestamente no estaba al mando. La explicación no explica el informe de Pickett que cubrió todo el período, ni el hecho de que Pickett firmara el informe como comandante interino, ni tampoco las interacciones de Longstreet con Pickett durante este período de tiempo. Además, no hay constancia de que Taylor solicitara informes a ningún otro oficial retirado del servicio sobre los movimientos de sus antiguas tropas, ni de que se refiriera a tales oficiales de una manera que pudiera connotar un mando activo.[cita requerida]
El oficial médico de la división de Pickett, el Dr. M. G. Elzey, estaba con Pickett en el momento de estos acontecimientos. Cuando un anciano coronel John S. Mosby planteó esta cuestión en 1911, Elzey escribió una carta al Richmond Times-Dispatch en respuesta a Mosby: Yo fui el asesor médico personal del general Pickett y seguí siéndolo hasta el momento de su muerte. Cabalgamos juntos la mayor parte del camino durante la retirada de nuestro ejército de Petersburg a Appomattox. Escapamos juntos del campo de batalla en Sailor's Creek y estuvimos juntos constantemente hasta que llegamos a Appomattox. Lo repito, por lo tanto, con toda confianza, que soy un testigo competente del hecho de que nunca estuvo bajo arresto, sino que permaneció al mando de su División hasta la última escena en Appomattox. M. G. Elzey
En el informe final de Longstreet no menciona a Pickett ni a su división. Longstreet tampoco menciona a ningún otro oficial a cargo de la unidad, ni a Pickett al mando de los hombres que quedaban en su división y se reportaban a Longstreet. Estos hombres se rindieron con Pickett en Appomattox. Respecto a Pickett y su división, no se puede aportar ninguna fuente que afirme lo contrario.[cita requerida]

### Appomattox
El 9 de abril, Pickett comandó las tropas que le quedaban en la Batalla de Appomattox Courthouse, formando en la última línea de batalla del Ejército del Norte de Virginia. Se rindió con el ejército de Lee y fue puesto en libertad condicional en Appomattox Court House el 12 de abril de 1865.
Una leyenda contada por la viuda de Pickett decía que cuando el ejército de la Unión marchó hacia Richmond, ella recibió una visita sorpresa. Actuó con amabilidad y preguntó si había encontrado la casa de Pickett. El propio Abraham Lincoln, según la historia, había venido a determinar el destino de un viejo conocido de antes de las guerras, y Sallie, asombrada, admitió que era su esposa y tendió a su bebé para que el presidente lo acunara. El historiador de Lincoln Gerald J. Prokopowicz ha calificado esta historia de «fantasía».

## Retiro y muerte
Después de la guerra, Pickett temía ser procesado por su ejecución de desertores y huyó temporalmente a Canadá. Un viejo amigo del Ejército, Ulysses S. Grant, intercedió por él y regresó a Virginia en 1866. No pudo reincorporarse al ejército, así que intentó dedicarse a la agricultura y luego a la venta de seguros. Murió a los 50 años en julio de 1875 de un "absceso hepático".